# 북안초등학교
북안초등학교는 대한민국 경상북도 영천시 북안면 고지리에 있는 공립 초등학교이다.

## 학교 연혁
- 1931년 4월 20일 북안공립보통학교(4년제) 개교
- 1938년 4월 1일 북안공립심상소학교(6년제)로 개칭
- 1941년 4월 1일 북안공립국민학교로 개칭
- 1968년 6월 23일 도천분교장 개교
- 1968년 9월 24일 신촌분교장 개교
- 1972년 3월 1일 도천분교장 도천국민학교로 승격독립
- 1981년 3월 2일 병설유치원 개원
- 1983년 3월 1일 도천분교장 통합
- 1985년 1월 1일 신촌분교장 통합
- 1999년 9월 1일 명주초등학교 통합
- 2022년 2월 11일 제87회 졸업식(졸업생 남4, 여2, 총 6,252명)
- 2022년 3월 1일 제28대 이강수 교장 부임
- 2022년 3월 1일 6학급 편성(일반 5, 특수 1)

## 참고 자료
- 북안초등학교 - 한국교육학술정보원 학교알리미